# Helcanthica
Helcanthica is een geslacht van vlinders van de familie grasmineermotten (Elachistidae).

## Soorten
- H. spermotoca Meyrick, 1932